# Gaultheria prostrata
Gaultheria prostrata är en ljungväxtart som beskrevs av William Wright Smith. Gaultheria prostrata ingår i släktet Gaultheria och familjen ljungväxter. Inga underarter finns listade i Catalogue of Life.